# La Nuit des rois
Pour les articles homonymes, voir La Nuit des rois (homonymie).
La Nuit des rois, ou Ce que vous voudrez (Twelfth Night, Or What You Will) est une comédie de William Shakespeare.
Cette pièce a été écrite pour être jouée pendant les festivités de l'Épiphanie, et la première représentation a eu lieu le 2 février 1602, à la Chandeleur, qui était alors le moment principal des fêtes de l'hiver, à Londres, au Middle Temple (Inns of Court). La date présumée de composition de cette pièce est située entre 1600 et 1601.

## Personnages
- Orsino, duc d'Illyrie

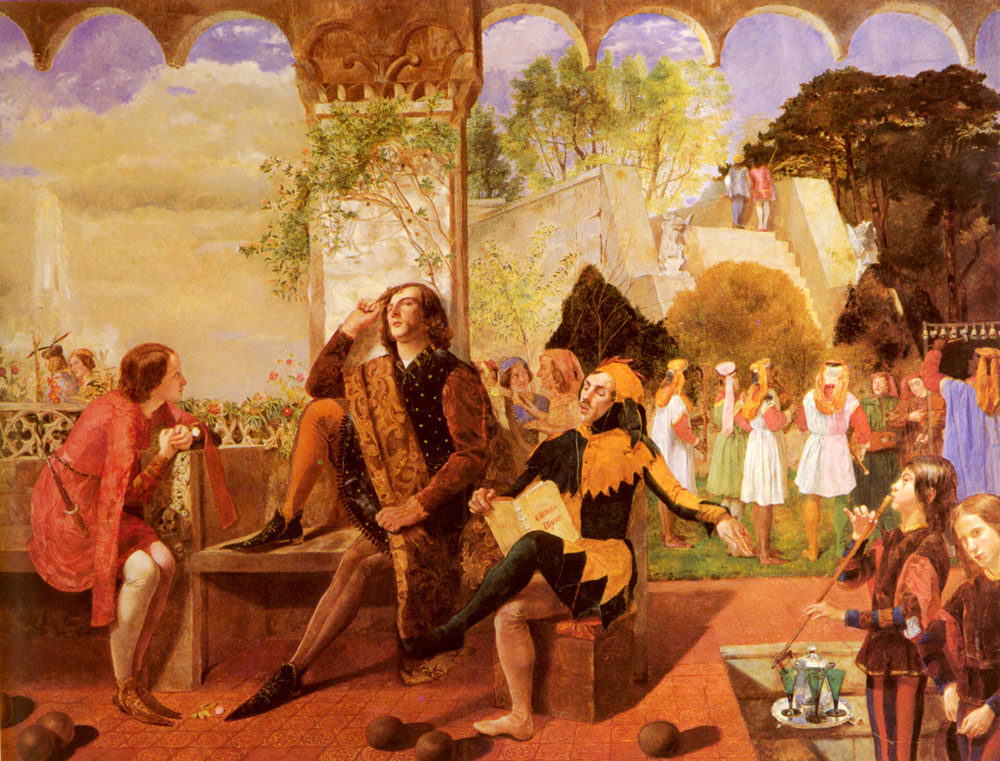
Viola, le duc Orsino et le bouffon Feste (acte II, scène 4), peinture par Walter Deverell (1850).

- Valentin et Curio, gentilshommes de la suite du duc
- Premier Officier et Second officier, au service du duc
- Viola, travestie par la suite sous le nom de Césario
- Sébastien, son frère jumeau
- Le Capitaine du vaisseau naufragé, ami de Viola
- Antonio, un corsaire illyrien, ami de Sébastien
- Olivia, comtesse
- Maria, servante d'Olivia
- Sir Toby Belch (Sir Tobie Rotegras), oncle d'Olivia
- Sir Andrew Aguecheek (Sir André Grisemine), compagnon de Sir Toby
- Malvolio, intendant d'Olivia
- Fabien, membre de la maison d'Olivia
- Le clown (le fou), bouffon d'Olivia
- Un serviteur d'Olivia
- Un prêtre

Et musiciens, seigneurs, marins, gens de suite.

## Intrigue

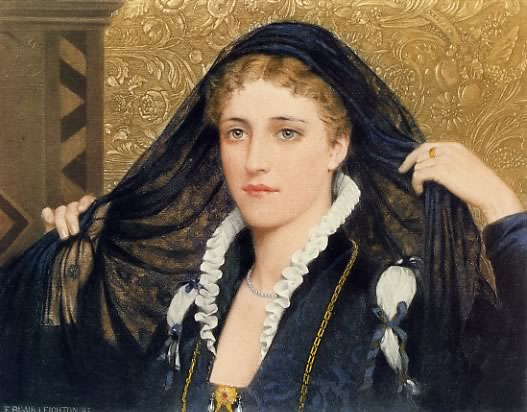
Olivia, tableau par Edmund Blair Leighton (1888).

L'intrigue se déroule en Illyrie, ici un pays imaginaire où règne le duc Orsino, amoureux de la belle et riche comtesse Olivia. Cette dernière est en deuil de son père et de son frère, et repousse ses avances. Une tempête provoque le naufrage d'un navire venant de Messine qui transporte Viola et son jumeau Sébastien. Les deux jeunes gens survivent au naufrage mais échouent à deux endroits différents de la côte, chacun croyant qu'il a perdu son jumeau. N'étant plus sous la protection de son frère, Viola se déguise en homme et se présente à la cour d’Orsino sous le nom de Césario. Le duc, qui berce son chagrin par des chansons mélancoliques, lui offre de devenir son page et de plaider sa cause auprès d’Olivia. Celle-ci rejette l'offre du duc mais s'éprend de Viola qu'elle prend pour un beau jeune homme : or, Viola, tombée amoureuse du duc, est bien embarrassée par sa fausse identité.

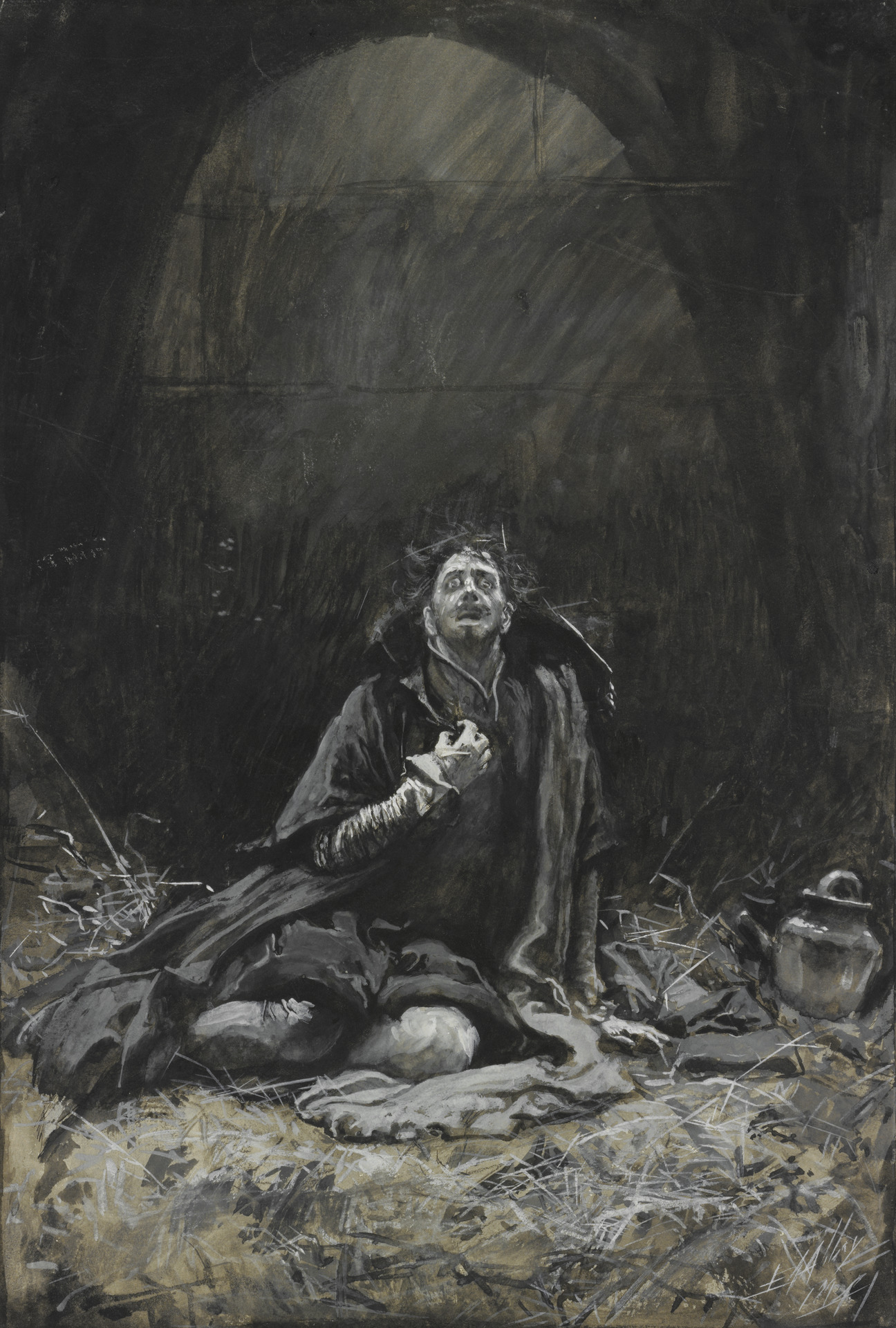
Malvolio enfermé au donjon (acte III, scène 4), dessin par Edwin Austin Abbey (1891).

Le trio amoureux s'entremêle avec une intrigue secondaire faisant jouer un quintette de personnages comiques : Toby Belch, cousin d'Olivia et joyeux fêtard, entretient une querelle avec le puritain Malvolio, intendant de la dame, qui désapprouve son mode de vie. Sur une idée de Maria, servante d'Olivia, avec l'aide du bouffon Feste et d'Andrew Aguecheek, compagnon de beuverie de Toby Belch, l'intendant est tourné en ridicule : les farceurs lui font croire qu'Olivia est amoureuse de lui, l'amènent à parler et s'habiller de façon extravagante puis le séquestrent. La mystification frôle le drame quand les farceurs font semblant de le croire possédé par le diable et que Feste, déguisé en prêtre, prépare un exorcisme. Shakespeare règle ici ses comptes avec les puritains, grands ennemis du théâtre.

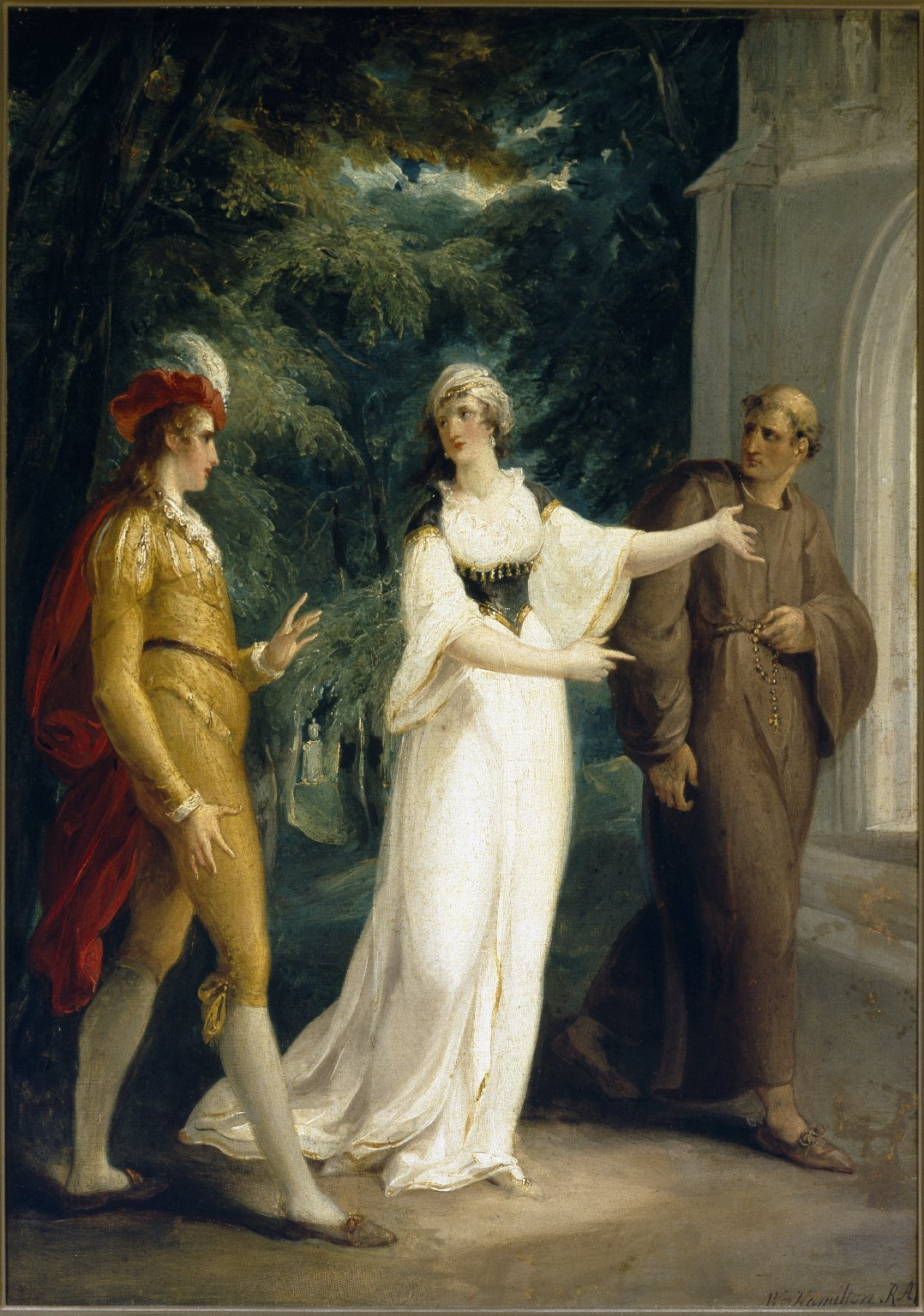
Mariage secret entre Sébastien et Olivia (acte IV, scène 3), peinture par William Hamilton (v. 1796).

Entre-temps, arrive Sébastien accompagné du corsaire Antonio, exilé illyrien qui risque sa tête en revenant dans son pays natal. L'extraordinaire ressemblance du jeune homme avec Viola/Césario trompe Olivia et son entourage. Andrew Aguecheek, qui prétend lui aussi à la main d'Olivia, veut le provoquer en duel tandis qu'Olivia le demande en mariage, ce qu'il accepte. Après une série de quiproquos où Antonio est arrêté par les gardes et où Sébastien met en fuite les bravaches Andrew et Toby, Viola peut révéler sa véritable identité. Elle épouse le duc et Sébastien épouse Olivia.

## Commentaires
Lors de la création, il existait un degré supplémentaire de travestissement qui jouait encore davantage sur un érotisme ambigu : en effet, il était interdit aux femmes de monter sur scène et tous les personnages féminins étaient interprétés par de jeunes acteurs. Le rôle de Viola était tenu par un jeune homme, jouant le rôle d’une demoiselle habillée en garçon et qui soupire d’amour pour Orsino.

## Adaptations

### Au cinéma

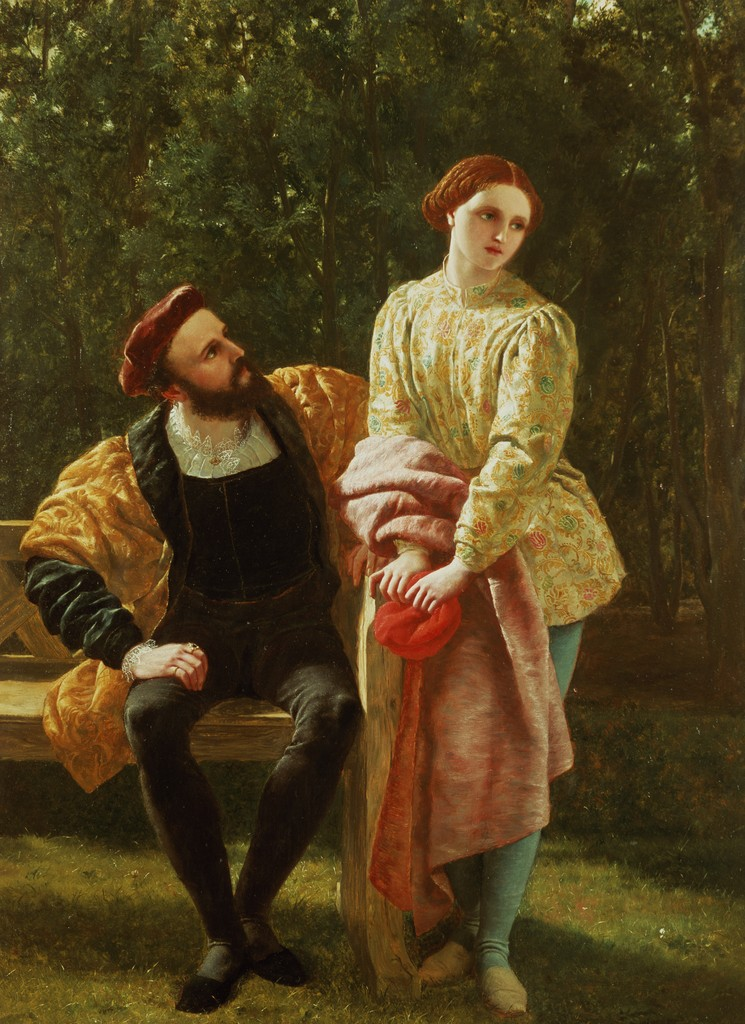
Orsino et son prétendu page Césario, par le peintre victorien Frederick Richard Pickersgill (vers 1850).

- 1910 : Twelfth Night, film muet américain réalisé par Eugene Mullin et Charles Kent
- 1932 : Le Soir des rois, film français réalisé par John Daumery
- 1955 : La Nuit des rois (Двенадцатая ночь), film soviétique réalisé par Yan Frid et Aleksandr Abramov (ru)
- 1967 : Vízkereszt, film hongrois réalisé par Sándor Sára
- 1979 : Eros Perversion, film américain réalisé par Ron Wertheim
- 1987 : Twelfth Night, film australien réalisé par Neil Armfield
- 1996 : La Nuit des rois (Twelfth Night: Or What You Will), film anglo-américano-irlandais de Trevor Nunn
- 2001 : Noche de reyes, film espagnol réalisé par Miguel Bardem (en)
- 2006 : She's the Man, film américain réalisé par Andy Fickman

### À la télévision
- 1939 : Twelfth Night, téléfilm britannique réalisé par Michel Saint-Denis
- 1957 : La Nuit des rois, téléfilm français réalisé par Claude Loursais
- 1962 : La Nuit des rois, téléfilm belge réalisé par Alexis Curvers
- 1962 : La Nuit des rois, téléfilm français réalisé par Claude Barma
- 1963 : Was Ihr wollt, téléfilm allemand réalisé par Lothar Bellag
- 1969 : Twelfth Night, téléfilm suédois réalisé par John Sichel
- 1970 : Wat u maar wilt, téléfilm belge réalisé par Martin Van Zundert, en langue flamande
- 1972 : Driekoningenavond, autre téléfilm belge réalisé par le même Martin Van Zundert, en langue flamande
- 1988 : Twelfth Night, or What You Will, téléfilm britannique réalisé par Paul Kafno
- 2003 : Twelfth Night, or What You Will, téléfilm britannique réalisé par Tim Supple
- 2011 : Skins, saison 5, épisode 7, série britannique

### En musique
- 1933 : La dodicesima notte op. 73, ouverture de Mario Castelnuovo-Tedesco

## Mises en scène notables de la pièce en français
- 1961 : mis en scène par Jean Le Poulain, Théâtre du Vieux-Colombier
- 1973 : mis en scène par Jean Le Poulain, Au théâtre ce soir, réalisation Georges Folgoas, théâtre Marigny
- 1976 : mis en scène par Terry Hands, Comédie-Française, reprises jusqu'en 1980
- 1982 au festival d’Avignon : mis en scène Ariane Mnouchkine, Théâtre du Soleil[4]
- 1992 : mis en scène par Jérôme Savary, Théâtre national de Chaillot
- 2002 : mis en scène par Yves Desgagnés, traduction de Normand Chaurette, Théâtre du Nouveau Monde, Montréal[5]
- 2015 : mis en scène par Clément Poirée, Théâtre des Quartiers d'Ivry
- 2015 : mis en scène par Virginie Fouchault, Théâtre d'Air, avec Cédric Zimmerlin[6]
- 2016 : mis en scène par Nicolas Oton, Troupe Machine Théâtre, Théâtre Le Cratère
- 2017 : mis en scène par Claudine Tofani Joly, troupe Théâtre de l'Avant Seine, Théâtre SEL Sèvres
- 2018 : mis en scène par Benoît Facerias, Les lendemains d'Hier[7], au théâtre du Funambule Montmartre[8], puis en tournée
- 2018 : mis en scène par Thomas Ostermeier, à la Comédie-Française
- 2022 : mis en scène par Rébecca Déraspe et Frédéric Bélanger, Théâtre du Nouveau Monde, Montréal